# Подымовка (Курская область)
Поды́мовка — деревня в Фатежском районе Курской области. Входит в состав Солдатского сельсовета.
Население — 13 человек (2010 год).

## География
Расположена на правом берегу пруда на Радубежском ручье, в 18 км к западо-юго-западу (WSW) от Фатежа, у границы с Железногорским районом. Высота над уровнем моря — 201 м. Состоит из одной улицы, протянувшейся с юго-запада на северо-восток вдоль пруда. Ближайшие населённые пункты, хутора Основное и Пролетаровка, расположены к северу от деревни. Между Подымовкой и Пролетаровкой протекает небольшой ручей — правый приток Радубежа. Значительные лесные массивы рядом с деревней отсутствуют. К юго-западу от Подымовки находятся балки Попов Лог и Подымовские Сосны, а также урочище Волкова Дубрава. К востоку от деревни располагалась Холчёвская степь, в настоящее время распаханная.
Климат
Подымовка, как и весь район, расположена в поясе умеренно континентального климата с тёплым летом и относительно тёплой зимой (Dfb в классификации Кёппена).
Часовой пояс
Деревня Подымовка, как и вся Курская область, находится в часовой зоне МСК (московское время). Смещение применяемого времени относительно UTC составляет +3:00.

## Этимология
Получила название от фамилии первого местного помещика — Якова Ефимовича Подымова, владевшего здесь землями в начале XVIII века.

## История

### XVIII век
Деревня Подымовка возникла как обособившаяся часть села Радубеж, известного с XVII века. К началу XVIII века имение в Радубеже получил московского чина помещик, жилец полковой службы с 1684 года Яков Ефимович Подымов. По данным 1-й ревизии 1719 года Я. Е. Подымову в Радубеже принадлежало 27 душ мужского пола. После 1-й ревизии Яков Ефимович умер, его наследники продали крестьян из имения в Радубеже помещику Евтихию Андреевичу Алисову, который перевёл их в село Покровское Курицкого стана Курское уезда. Земли, принадлежавшие Подымову, занял соседний помещик — Г. Т. Ергольский. Ергольский, как и Подымов, владел имением в Радубеже с начала XVIII века. По данным 1-й ревизии 1719 года полковнику Г. Т. Ергольскому в Радубеже принадлежало 42 души мужского пола.
На протяжении XVIII века Ергольские расширяли своё имение в Радубеже и переселяли сюда крестьян из вотчин, находившихся в Калужской провинции: из деревень Враково, Клюксы, Малахово, Плохово, Шепелевка. Таким образом жители Подымовки имели, в основном, калужские корни, и относились к субэтнической группе цуканов.
По данным 2-й ревизии 1745 года действительному статскому советнику государственной юстиц-коллегии Григорию Терентьевичу Ергольскому в селе Радубеж принадлежало 84 крестьянина мужского пола.
После смерти Г. Т. Ергольского в 1750 году имение в Радубеже перешло к его племяннику — майору Ивану Алексеевичу Ергольскому. Вскоре И. А. Ергольский тоже умер, по данным 3-й ревизии 1762 года вотчиной в Радубеже владела его вдова — Ульяна Алексеевна Ергольская. В 3-й ревизии имение Ергольских впервые обозначено как сельцо Подымовка, но ещё не выделяется в отдельное от Радубежа селение. С XVIII века до начала XX века Подымовка имела статус сельца, так как здесь располагалась усадьба помещиков. В 1762 году в Подымовке проживало 155 человек (76 мужского пола и 79 женского).
В 4-й ревизии 1782 года Подымовка впервые указана как отдельное от Радубежа селение. В то время здесь проживало 264 человека (134 мужского пола и 130 женского), сельцом по-прежнему владела Ульяна Алексеевна Ергольская. После смерти У. А. Ергольской в 1788 году Подымовка переходит к её сыну — коллежскому советнику Николаю Ивановичу Ергольскому.
В 1794 году из сельца Хорошавки Ефремовской округи Тульского наместничества в Подымовку было переведено 30 дворовых и крестьян, принадлежавших жене Н. И. Ергольского — Наталье Егоровне. По данным 5-й ревизии 1795 года в Подымовке проживало 298 человек (141 мужского пола и 157 женского).

### XIX — начало XX века
По данным 7-й ревизии 1816 года Подымовка принадлежала статской советнице Наталье Егоровне Ергольской и её детям — участнику Наполеоновских войн, генерал-майору В. Н. Ергольскому и девице Наталье Николаевне. В то время здесь проживало 285 крестьян (147 мужского пола и 138 женского) и 33 дворовых (15 мужского пола и 18 женского) — всего 318 человек в 43-х семьях. Старостой Подымовки в то время был 62-летний Семён Васильевич Грачиков. Согласно той же ревизии в рекруты на Отечественную войну 1812 года были призваны подымовцы: Семён Григорьевич Астахов, Яков Мелентьевич Ганичев, Андрей Максимович Игнатов, Андрей Петрович Игнатов, Василий Герасимович Коновалов, Григорий Нистифорович Коновалов, Тит Игнатович Кузнецов, Тимофей Семёнович Новиков, Стефан Павлович Чернов. Известно, что Я. М. Ганичев участвовал в трёхдневной обороне Смоленска в августе 1812 года. Со временем единоличным владельцем сельца стал Владимир Николаевич Егорольский.
В 1822 году В. Н. Ергольский продал 42 души мужского пола из Подымовки майору Николаю Никифоровичу Маслову. По данным 8-й ревизии 1834 году в Подымовке проживало 277 человек (148 мужского пола и 129 женского).
После смерти В. Н. Ергольского в 1836 году Подымовка перешла во владение к его родственнице, Татьяне Александровне Ергольской, приходившейся троюродной тётей Л. Н. Толстому и оказавшей в детстве значительное влияние на будущего писателя.
В 1848 и 1855 годах в Подымовке вспыхивали эпидемии холеры, унёсшие множество жизней.
По данным 10-й ревизии 1858 года Подымовкой владели дочери генерал-майора В. Н. Ергольского — Юлия Владимировна Апарьева и баронесса София Владимировна Икскуль фон Гильденбанд. Апарьевой принадлежал 71 крепостной мужского пола (16 дворовых, 55 крестьян); Икскуль фон Гильденбанд так же принадлежал 71 крепостной мужского пола (10 дворовых и 61 крестьянин).
После отмены крепостного права в 1861 году в сельце было образовано 2 сельских общества — по принадлежности к бывшим владельцам. 1-е Подымовское сельское общество составили бывшие крепостные Ю. В. Апарьевой, а 2-е — бывшие крепостные С. В. Икскуль фон Гильденбанд. В 1862 году в бывшей владельческой деревне Подымовке проживало 295 человек (145 мужчин и 150 женщин), насчитывался 21 двор. По данным 1864 года старостой 1-го сельского общества Подымовки был Иван Антонович Андрюхин, старостой 2-го — Михаил Макарович Кузнецов. Деревня была частью прихода храма Николая Чудотворца, располагавшегося в соседнем Радубеже.
До 1860-х годов в 50 саженях от владений Апарьевой в Подымовке находился хутор Барбинка, состоявший из 5 дворов. Для устранения чересполосицы в помещичьих угодьях жители хутора были переселены в основную часть сельца. После освобождения от крепостной зависимости некоторые из местных крестьян переселились в другие части Российской империи. Так, около 1880 года житель Подымовки Ф. Ф. Кондрашев переселился в город Темрюк Ставропольской губернии.
В 1880-е годы землевладельцами в Подымовке были Пётр Иванович Апарьев (сын Ю. В. Апарьевой) и барон Н. Э. Спенглер. Площадь владений Спенглера составляла 33 десятины (около 36 гектаров). В 1900 году в деревне проживало 348 человек (168 мужского пола и 180 женского), а в 1905 году — 356 человек (171 мужского пола и 185 женского). В начале XX века усадьбой в Подымовке владел Владимир Петрович Апарьев — мировой судья 3-го участка Фатежского уезда, коллежский секретарь. Площадь его владений составляла 12 десятин (около 13 гектаров) вместе с огородом и конопляником. Также в усадьбе занимались полеводством и животноводством. Сам В. П. Апарьев жил в соседнем сельце Суходол.
По данным сельскохозяйственной переписи 1911 года в Подымовке было 37 дворов. Деревню населяли крестьяне с фамилиями Кузнецовы (12 дворов), Коноваловы (8 дворов), Андрюхины (5 дворов), Черновы (4 двора), Грачёвы (3 двора), Астаховы, Кондрашевы, Лукины, Макаровы и Хондаровы (по 1 двору). Также указано, что незадолго до переписи 4 семьи переселились в Томскую губернию, 1 семья — в соседнюю деревню Роговинку. По данным этой же переписи в деревне действовала торговая лавка, принадлежавшая Емельяну Сергеевичу Коновалову; 2 ветряные мельницы, принадлежвашие Матвею Фёдоровичу Кузнецову и Тимофею Андреевичу Грачёву; прядильня, принадлежавшая Михаилу Андреевичу Грачёву.
В 1912 году в Подымовке была открыта земская школа.
В Первой Мировой войне участвовали жители Подымовки: Андрюхин Сидор Егорович (1876), Астахов Илья Андреевич, Грачев Тимофей Андреевич (1877), Киселёв Аким Иванович (1885), Коновалов Дмитрий Тимофеевич, Крипачёв Лаврентий Нилович, Кузнецов Александр Васильевич (1889), Кузнецов Андрей Тихонович, Хондаров Андрей Евгеньевич (1895), Цымбурский Сергей Иванович, Чернов Захар Степанович, Чернов Иосиф Самойлович (1893—1944), Чернов Михаил Филиппович (1894).

### После 1917 года
Андрюхин Григорий Никифорович (1899—1943)
Андрюхин Григорий Сидорович (1907—1941)
Андрюхин Иван Алексеевич (1898—1943)
Андрюхин Николай Миронович (1913—1945)
Грачёв Александр Макарович (1923—1943)
Грачёв Пётр Филиппович (1914—1943)
Киселёв Пётр Андрианович (1917—1942)
Коновалов Илья Ефимович (1899—1942)
Коновалов Василий Павлович (1916—1945)
Крипачёв Григорий Лаврентьевич (1907—1941)
Крипачёв Дмитрий Лаврентьевич (1914—1943)
Крипачёв Иван Лаврентьевич (1910—1944)
Кузнецов Андрей Илларионович (1911—1942)
Кузнецов Егор Тихонович (1904—1941)
Кузнецов Иосиф Илларионович (1921—1941)
Кузнецов Михаил Никифорович (1921—1943)
Кузнецов Николай Александрович (1919—1944)
Кузнецов Сергей Иванович (1922—1945)
Уваров Трофим Фёдорович (1906—1944)
Хондаров Филипп Евгеньевич (1902—1943)
Чернов Илья Савельевич (1912—1945)
Чернов Иосиф Самойлович (1893—1944)
Чернов Михаил Данилович (1910—1943)
Во время Гражданской войны, с 24 сентября по 14 ноября 1919 года, деревня находилась на территории, подконтрольной Добровольческой армии А. И. Деникина. 14 ноября 1919 года части 1-й бригады Латышской дивизии в составе Красной Армии проводили наступательную операцию против частей Добровольческой армии, достигнув линии Роговинка—Подымовка—Пилюгинка.
В 1930 году в Радубеже был создан колхоз «Красный Путиловец», большинство жителей Подымовки вступили в него в 1931 году, но были и противники коллективизации. В 1933 году была раскулачена семья Алексея Самойловича и Анны Кузьминичны Черновых, в 1937 году были расстреляны братья Илларион (1887—1937) и Никифор (1884—1937) Матвеевичи Кузнецовы. Никифор был крестьянином-единоличником, Илларион работал сторожем в колхозе. Реабилитированы в 1989 году.
В 1934 году Подымовский и Пролетарский участки колхоза «Красный Путиловец» были выделены в отдельную артель — «Сталинский Путь». Её председателем был назначен житель Пролетаровки Ф. Е. Филиппов. В 1937 году в Подымовке и Пролетаровке было 73 двора. В 1930-е годы на южной окраине деревни стояла ветряная мельница. В советско-финской войне погиб подымовец Степан Савельевич Чернов (1909—1940).
Во время Великой Отечественной войны, в октябре 1941 года, в районе Подымовки и соседних деревень происходили бои с немецко-фашистскими захватчиками. С середины октября 1941 года по 11 февраля 1943 года деревня находилась в зоне оккупации. Более двух десятков жителей и уроженцев деревни не вернулось с фронта.
После войны председателем Радубежского, а затем Нижнехалчанского сельсоветов был житель Подымовки, майор запаса, Илларион Архипович Кузнецов (1909—1988). И. А. Кузнецов участвовал в Великой Отечественной войне, был награждён орденами Отечественной войны I и II степеней, Красной Звезды, медалями.
В 1956 году колхоз «Сталинский Путь», в котором трудились жители Подымовки, был объединён с колхозом «Путь Ильича» (центр в д. Журавинка) в одну артель — «Путь Ильича» с центральной усадьбой в хуторе Основное. Председателем укрупнённого хозяйства, объединившего все населённые пункты бывшего Радубежского сельсовета, был избран житель Подымовки Иван Фёдорович Андрюхин. В июле 1959 года артель «Путь Ильича» была присоединена к колхозу «Россия» (центр в с. Линец), который стал самым крупным в Фатежском районе. В Подымовке располагалась 6-я тракторно-полевая бригада колхоза «Россия». Бывший председатель «Пути Ильича» И. Ф. Андрюхин с 1960 года возглавлял колхоз имени Карла Маркса соседнего Нижнехалчанского сельсовета. Во 2-й половине XX века Подымовка славилась своей молочно-товарной фермой.
В 1958 году в деревне было 48 дворов, проживало около 180 человек. Наиболее распространёнными фамилиями в Подымовке в то время были Кузнецовы (13 дворов) и Андрюхины (10 дворов), за ними следовали Коноваловы (4 двора), Грачёвы, Кондрашевы и Крипачёвы (по 3 двора). С 1950-х годов молодёжь стала покидать Подымовку. Переезжали, в основном, в соседние города: Фатеж, Железногорск, Курск, а также в Донецк.
В 1985 году Подымовка была передана из колхоза «Россия» Линецкого сельсовета в колхоз имени Карла Маркса Нижнехалчанского сельсовета.
По данным 2013 года в деревне оставалось 8 жилых дворов. В 2015 году от Нижних Халчей до Подымовки была проложена автодорога, при этом была заасфальтирована и центральная улица деревни.

## Административная принадлежность
В разное время Подымовка имела следующее административное подчинение:
- 1861—1924 годы — в составе Дмитриевской волости Фатежского уезда;
- 1924—1928 годы — в составе Радубежского сельсовета Алисовской волости Курского уезда;
- 1928—1954 годы — в составе Радубежского сельсовета Фатежского района;
- 1954—1959 годы — в составе Нижнехалчанского сельсовета Фатежского района;
- 1959—1985 годы — в составе Линецкого сельсовета Фатежского района;
- 1985—2010 годы — в составе Нижнехалчанского сельсовета Фатежского района;
- С 2010 года в составе Солдатского сельсовета Фатежского района.

## Население
| 1762 | 1782 | 1795 | 1816 | 1834 | 1862 | 1900 |
| ---- | ---- | ---- | ---- | ---- | ---- | ---- |
| 155  | ↗264 | ↗298 | ↗318 | ↘277 | ↗295 | ↗348 |
| 1905 | 1958 | 1979 | 1989 | 2002 | 2010 |      |
| ↗356 | ↘180 | ↘75  | ↘39  | ↘30  | ↘13  |      |

## Исторические фамилии
Андрюхины, Астаховы, Башкиревы, Волковы, Грачёвы, Киселёвы, Кондрашевы, Коноваловы, Кузнецовы, Хондаровы, Цымбурские, Черновы.

## Персоналии
- Андрюхин, Илья Прохорович (1910—1984) — участник Великой Отечественной войны, Герой Советского Союза (1945).
- Михайловский, Франц Михайлович — участник Русско-турецкой войны 1806—1812 годов и Отечественной войны 1812 года.

Из дворян деревни Подымовки, кадровый военный, капитан 43 Егерского пехотного полка в битве при с. Татарицы проявил храбрость против атак турецкой конницы и был награждён орденом Святой Анны 3 степени (25 июля 1810 года), а 12 января 1812 года стал кавалером ордена Святого Владимира 4 степени с бантом. За участие в ряде сражений с войсками Наполеона, подполковник 6 карабинерского полка Михайловский награждается орденом Святой Анны 2 степени (28 марта 1814 года) и золотой шпагой «За храбрость» (22 сентября 1814 года). 30 ноября 1814 года за участие в военных действиях на территории германских государств Ф. М. Михайловский удостаивается ордена Королевского Прусского Железного Креста.

## Образование
Подымовские дети учились в Радубежской школе, которая в разное время была то 8-летней, то основной и носила имя уроженца Подымовки — Героя Советского Союза И. П. Андрюхина. Полное среднее образование её выпускники чаще всего получали в Линецкой средней школе или школе деревни Шуклино. В деревне 19 домов.

## Транспорт
Подымовка находится в 15 км от автодороги федерального значения М2 «Крым» (Москва — Тула — Орёл — Курск — Белгород — граница с Украиной) как часть европейского маршрута E105, в 6 км от автодороги регионального значения 38К-038 (Фатеж — Дмитриев), в 9,5 км от автодороги 38К-005 (Конышёвка — Жигаево — 38К-038), в 6,5 км от автодороги межмуниципального значения 38Н-679 (38К-038 — Солдатское — Шуклино), в 4 км от автодороги 38Н-681 (38Н-679 — Верхние Халчи), на автодороге 38Н-682 (38Н-681 — Подымовка — Пролетаровка), в 23 км от ближайшего ж/д остановочного пункта Мицень (линия Арбузово — Лужки-Орловские).
В 168 км от аэропорта имени В. Г. Шухова (недалеко от Белгорода).